# Baumwollspinnerei Kolbermoor
Die Baumwollspinnerei Kolbermoor war ein Industrieunternehmen in Kolbermoor in Bayern. Angeregt durch die Vorstellung, die große Wasserkraft der Mangfall, den Torfreichtum dieser Stadt und die günstige Bahn- (Mangfalltalbahn) und Verkehrsanbindung zu nutzen, ist das Unternehmen durch das Streben von Theodor von Haßler als Aktiengesellschaft gegründet worden.

## Unternehmensgeschichte

### Jahr 1861 bis Jahr 1941

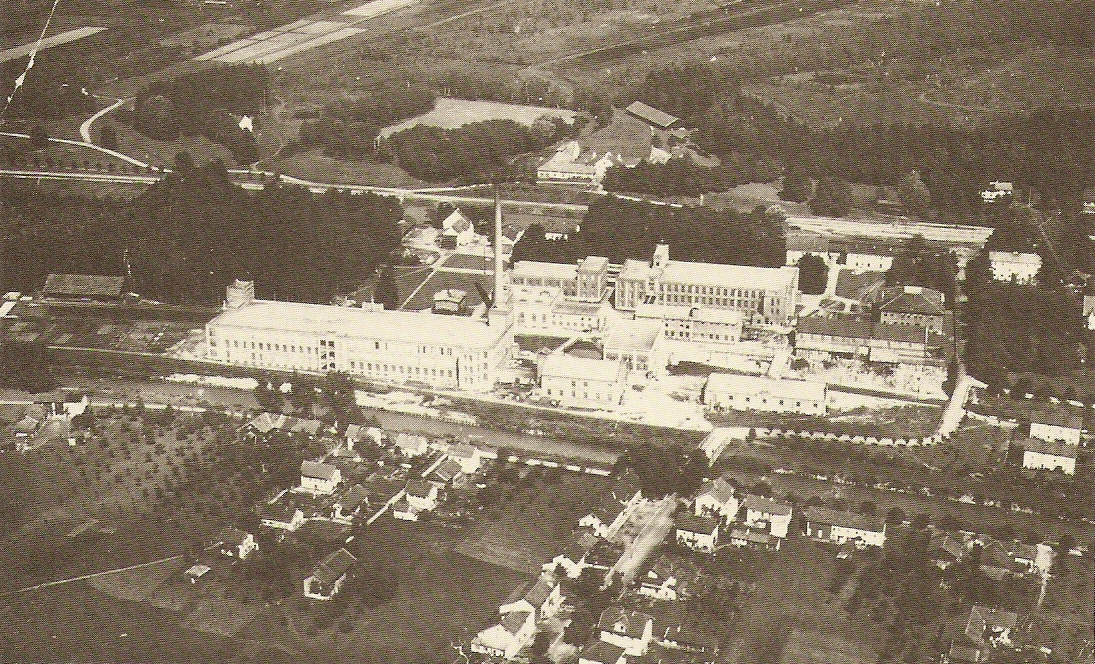
Das abgebrannte Gebäude wurde abgerissen und durch zwei Werkhallen ersetzt (Luftaufnahme aus dem Jahr 1920)

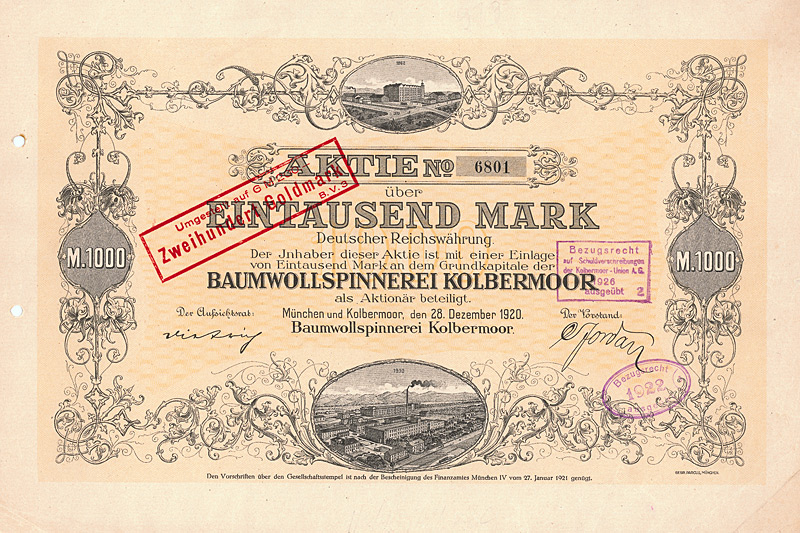
Aktie über 1000 Mark der Baumwollspinnerei Kolbermoor vom 28. Dezember 1920

Vor dem Bau der Baumwollspinnerei musste die Mangfall auf einer Länge von 2,7 km begradigt, ein ebenso langer Werkskanal gebaut und die Mangfallwildnis gerodet und planiert werden. Im März 1861 begann der Bau der Fabrik. Zur gleichen Zeit sind zwischen Mangfall und Kanal sechs Wohnhäuser, zwei Brücken und eine Verbindungsstraße von der Landstraße bis zur Bahnhaltestelle Kolbermoor entstanden. Am 2. Januar 1863 konnte in dem sechsstöckigen Hauptgebäude der Betrieb mit 11.000 Spindeln bereits aufgenommen werden. Ein Jahr später arbeiteten 41.000 Spindeln zur Garnherstellung. Am 26. November 1898 wurde die Spinnerei innerhalb weniger Stunden vernichtet. Morgens um 8.30 Uhr brach im 4. Stockwerk des Hauptgebäudes Feuer aus. Die Ursache wurde nie restlos aufgeklärt. Bei den vorhandenen Mengen brennbarer Stoffe griff das Feuer schnell um sich, so dass alle Versuche, es im Keim zu ersticken, erfolglos blieben. An eine Rettung des sechsstöckigen Hauptgebäudes war nicht mehr zu denken.
Trotz des Brandes und enormer finanzieller Belastungen entschied sich die Spinnereileitung zum Wiederaufbau, der noch 1899 fertiggestellt wurde. Mit einem großen Fest für die Arbeiter wurde am 18. August 1900 die Wiederinbetriebnahme gefeiert. Die Spinnereileitung entschied sich anstelle des sechsstöckigen Baus für zwei Gebäude mit je drei Stockwerken an beiden Seiten des Werkkanals. Mit dieser Entscheidung wollte man im Falle eines erneuten Feuers die Produktion aufrechterhalten. So wurde der Spinnereineubau 1899 mit dem Ostflügel und 1908 mit dem Westflügel errichtet.

### Jahr 1941 bis Jahr 1945 – Rüstungsproduktion und Zwangsarbeit
Heinrich Roeckl, Chef der Handschuhfabrik Roeckl in München, NSDAP-Mitglied und „Wehrwirtschafts-Führer“, saß seit 1918 im Aufsichtsrat der Baumwollspinnerei Kolbermoor. Er nutzte dies, um 1941 eine Teilproduktion für Gasmasken dort aufzubauen, ab 1943 produzierte er gemeinsam mit der Berliner Auergesellschaft. Roeckl beschäftigte zeitweise 226 Fremdarbeiterinnen und 220 weibliche Häftlinge des Gefängnisses Aichach, ab Juli 1944 auch Gefangene der Strafanstalt Bernau. Dazu wurde eine große Baracke für 100 Personen errichtet, nur eine von mehreren im Umfeld der Baumwollspinnerei. Gearbeitet wurde hier im Zweischichtbetrieb rund um die Uhr.
BMW dezentralisierte seine Rüstungsproduktion aufgrund zunehmender Luftangriffe und verlagerte seine Entwicklung für Triebwerks- und Raketenantriebe ebenfalls nach Kolbermoor. Nach Besichtigungsfahrten ab Ende Februar 1944 wurden im April etwa 250 ausländische Arbeiter von BMW München in die Baumwollspinnerei gebracht, um dort Maschinen zu demontieren und Platz für die eigene Entwicklung und Produktion zu schaffen. Im Mai begann die Produktion, unter dem Namen „Baumwollspinnerei Werk II“ wie unter dem Decknamen „Kohle“. Geplant waren 1200 bis 1500 Arbeitskräfte, eingesetzt waren mindestens 650 Zwangsarbeiter mit einer Wochenarbeitszeit von 72 Stunden, ab Juli auch politische Gefangene, „Kriegstäter“ der „Außenarbeitsstelle 13b Kolbermoor“ des Strafgefangenenlagers Bernau. Die Schutzpolizei rühmte sich, gemeinsam mit dem BMW-Werkschutz „scharf durchzugreifen“. Im November 1944 waren insgesamt 1188 Mitarbeiter beschäftigt und 325 Maschinen auf über 8900 Quadratmetern eingesetzt.
In Kolbermoor wurde so das flüssigkeitsbetriebene Raketentriebwerk BMW 109-548 entwickelt, wie auch die Teile gefertigt. In Bruckmühl wurden sie zusammengebaut, von Dezember 1944 bis April 1945 entstanden 1100 Prototypen. Diese Triebwerke waren 22 Kilogramm schwer und für das Luftkampfgeschoß Kramer X4 konzipiert.

### Jahr 1946 bis Jahr 1993
Nach dem Krieg wurde in der Baumwollspinnerei bis ins Jahr 1993 gearbeitet und produziert. Nach der Schließung wurde das Inventar und die Maschinen ins Ausland verkauft. 

### Jahr 1993 bis Jahr 2006
Von 1993 bis 2006 lag das gesamte Gelände brach, es wurde nur von einzelnen kleineren Unternehmen genutzt. 2006 übernahm ein Investor das gesamte Gelände und begann mit der Planung, die Gebäude zu renovieren.

### Jahr 2006 bis heute
Zwischen 2008 und 2011 erfolgte die Sanierung des Industriedenkmals; es stellt nach Abschluss 12.000 m² Wohn- und Bürofläche sowie eine Tiefgarage mit 95 Stellplätzen. Das ehemalige riesige Spinnereigebäude beherbergt inzwischen 42 moderne Loftwohnungen auf der Süd- und Westseite des Gebäudes sowie ca. 5000 m² Bürofläche. Das komplette Kellergeschoss der Spinnerei dient als Tiefgarage. In den Obergeschossen konnten die wesentlichen historischen Bauteile wie Kappendecken, Guss- und Betonsäulen, altes Außenmauerwerk weitgehend erhalten werden. Seit 2014 ist dort die Akademie der Bildenden Künste an der Alten Spinnerei angesiedelt.

## Werkssiedlung

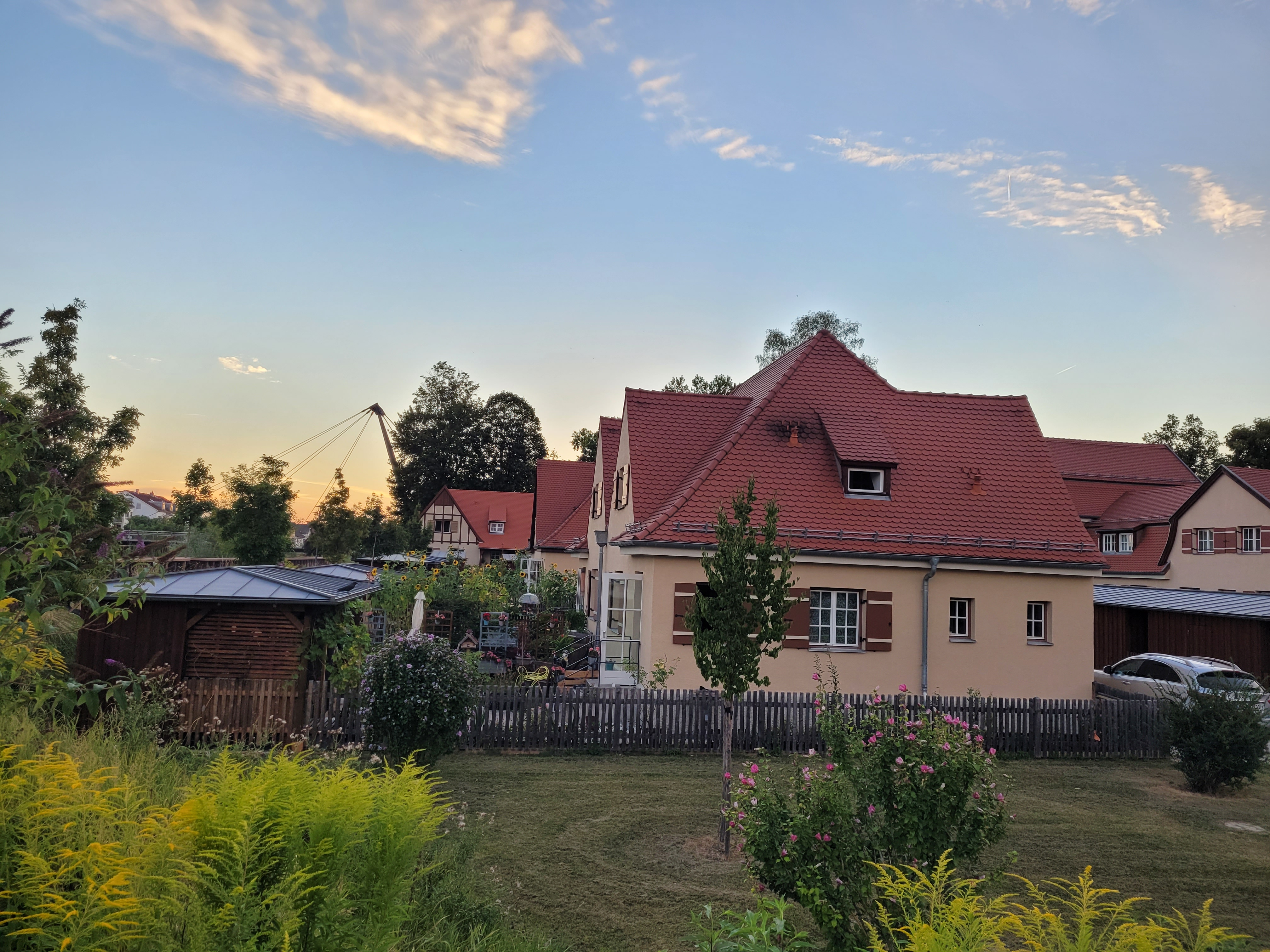
Die ehemalige Werkssiedlung der Baumwollspinnerei in Kolbermoor.

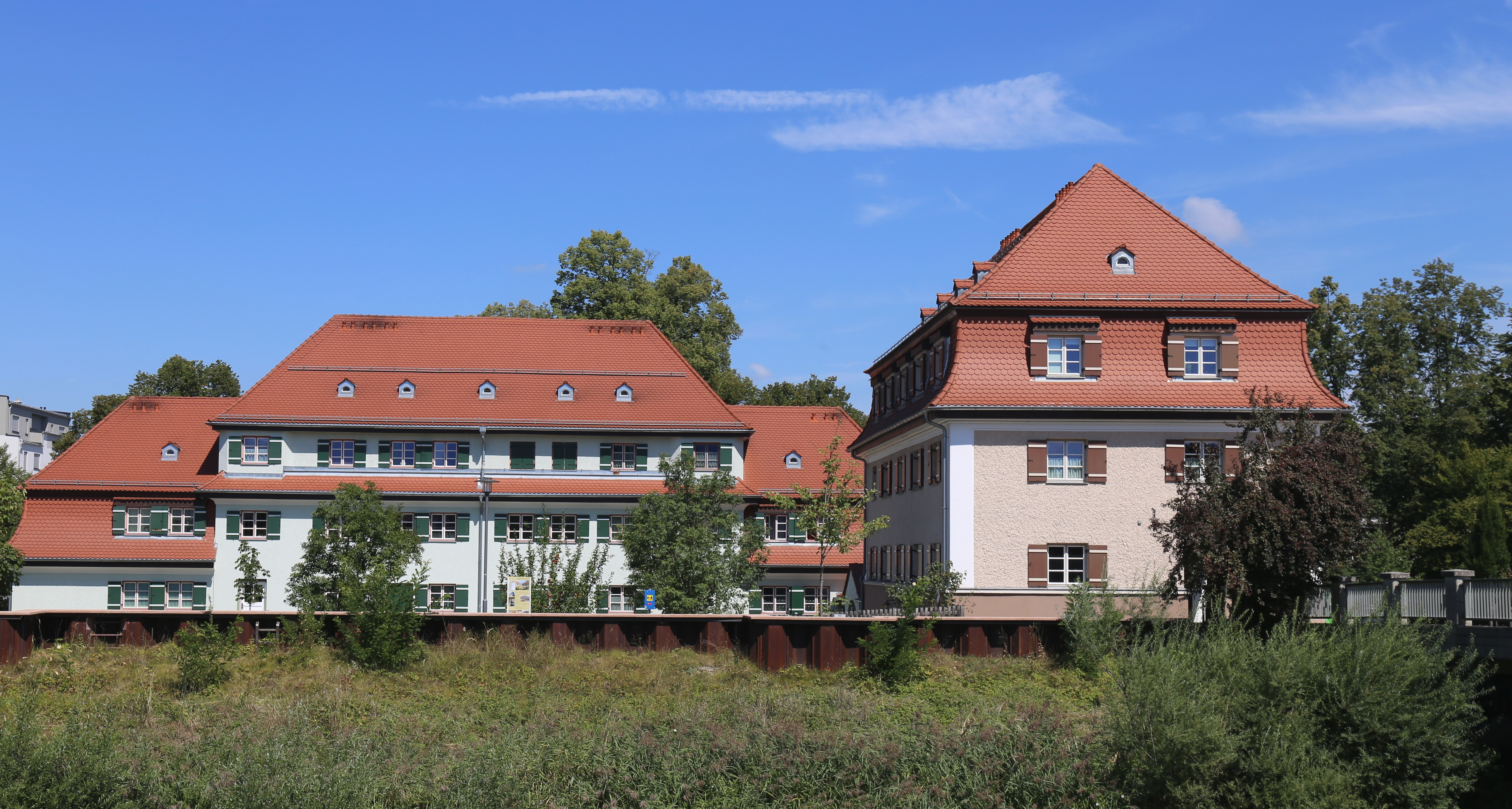
Das Ensemble der Siedlung in der Von-Bippen-Straße.

Die Geschichte der Baumwollspinnerei und Werkssiedlung in Kolbermoor ist eng mit der Entwicklung der Stadt verbunden. Der Bau der Baumwollspinnerei begann im Jahr 1861, nachdem die Mangfall begradigt und ihre Auen gerodet worden waren. Bereits 1863 wurde die Baumwollspinnerei in Betrieb genommen. Zu dieser Zeit mangelte es an lokalen Arbeitskräften, weshalb rund 600 Menschen von außerhalb nach Kolbermoor kamen. Damals gehörte Kolbermoor noch zur Gemeinde Mietraching, die lediglich 347 Einwohner zählte.
Um das neue Personal der Spinnerei unterzubringen, wurde 1862 auch mit dem Bau der Werkssiedlung begonnen. Die ersten sechs identischen Häuser mit jeweils sechs Wohnungen entstanden zwischen der Brückenstraße und der Karl-Daniels-Anlage, heute in Kolbermoor der Karl-Daniels-Park. Diese Anlage wurde der Stadt Kolbermoor im Jahr 1963 von der Spinnerei zum 100. Gründungsjubiläum der Gemeinde und der Stadterhebung geschenkt. Die Schenkung war jedoch mit der Auflage verbunden, dass das parkähnliche Areal weder bebaut noch verkauft werden durfte.
Im zweiten Bauabschnitt zwischen 1907 und 1912 entstanden östlich der Karl-Daniels-Anlage die Wohnhäuser an der von-Bippen-Straße, auch bekannt als "Gartenstadt". Dabei wurde eine ländliche Struktur im Sinne eines Heimatstils nachgebildet, wobei verschiedene Baustile und Gebäudegestaltungen verwendet wurden, darunter auch Scheinfachwerk.
Die Stadt Kolbermoor erhielt ihr charakteristisches schachbrettartiges Straßenmuster, das von der Planung der Spinnerei beeinflusst war. Nach der Schließung der Baumwollspinnerei im Jahr 1992 erwarb die Stadt die gesamte Siedlung. Seitdem wurden umfangreiche Sanierungsmaßnahmen durchgeführt, die Anfang 2022 abgeschlossen wurden. Insgesamt wurden 32 Millionen Euro in die Sanierung investiert, wobei ein Teil der Mittel aus staatlichen Quellen stammte.
Diese Entwicklung zeugt von der engen Verflechtung von Industriegeschichte und städtebaulicher Entwicklung in Kolbermoor. Die Siedlung in Kolbermoor umfasst insgesamt 31 Häuser mit 165 Wohnungen.

## Fotos

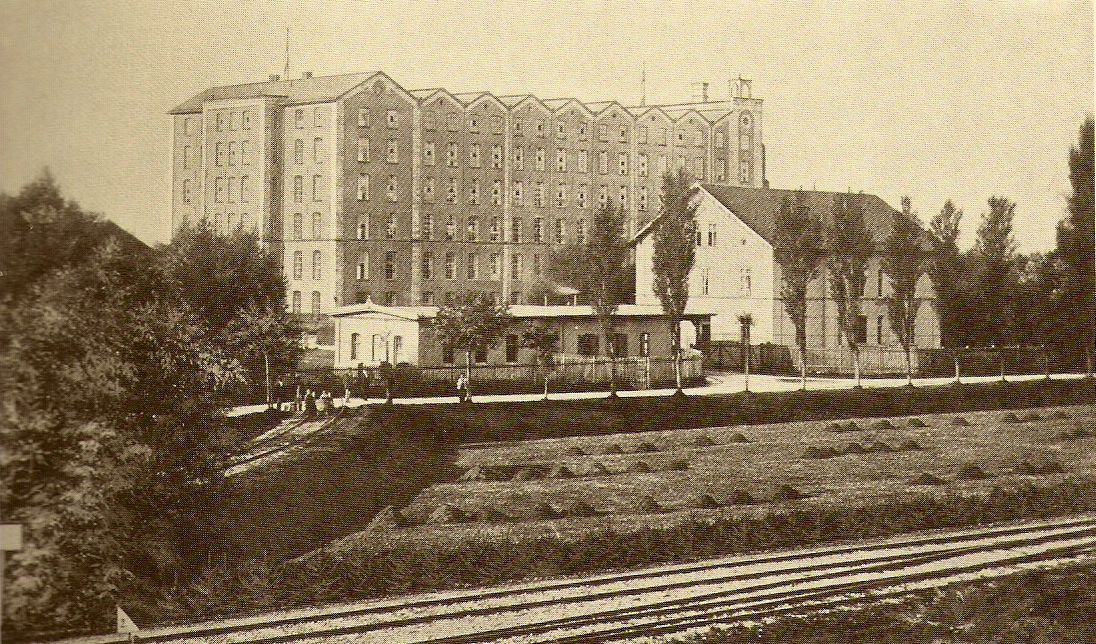
Das Gebäude aus dem Jahr 1862, das bei einem Brand 1898 völlig zerstört wurde
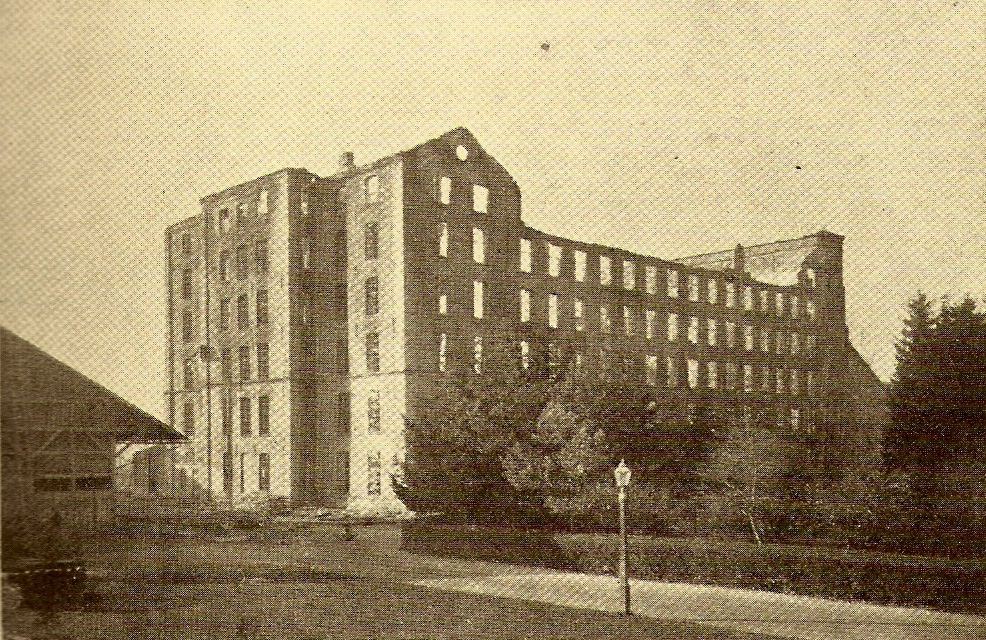
Dasselbe Gebäude kurz nach dem Brand
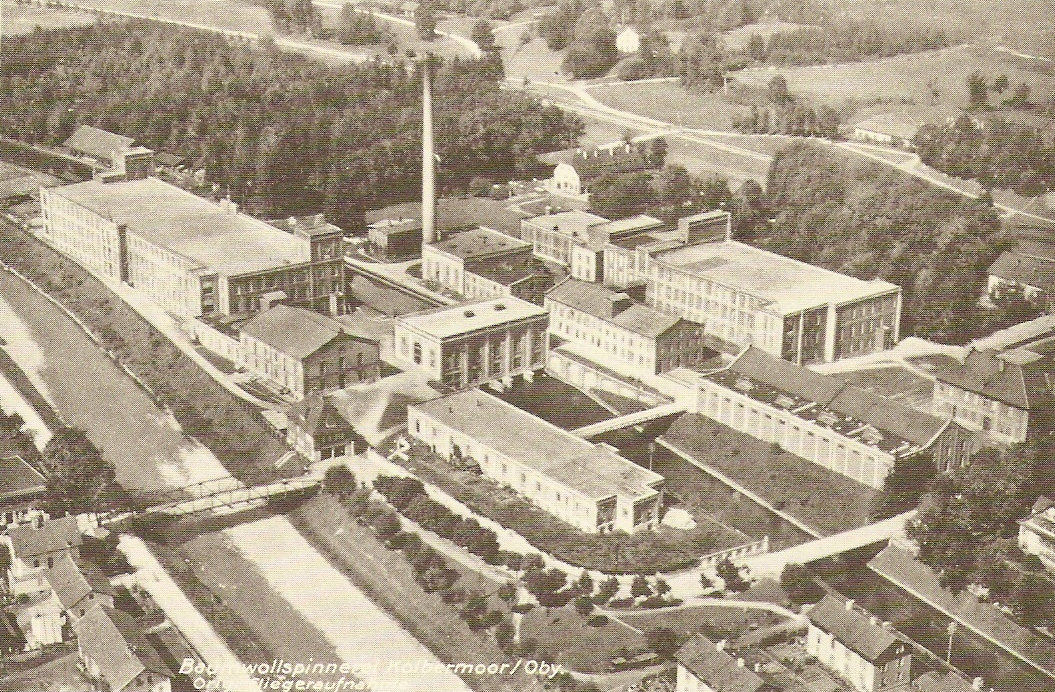
Luftaufnahme aus dem Jahr 1935
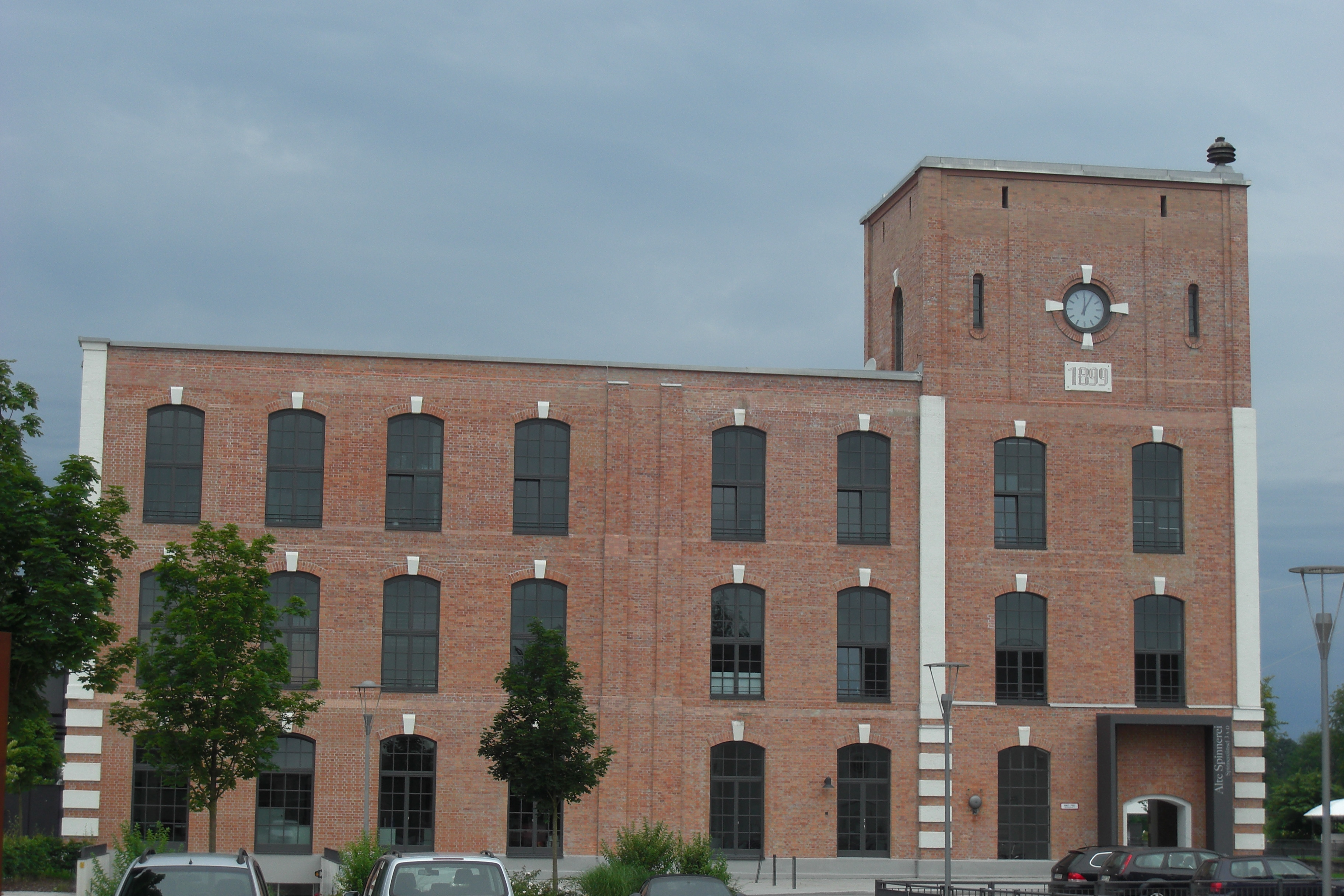
Das renovierte Hauptgebäude der ehemaligen Baumwollspinnerei Kolbermoor (Frontansicht von Osten)